# Christine Cicot
Christine Cicot (Libourne, 10 settembre 1964) è un'ex judoka francese.

## Palmarès
- Giochi olimpici

Atlanta 1996: bronzo nei +72 kg.
- Mondiali

Parigi 1997: oro nei +72 kg.
- Europei

Francoforte 1990: oro nei +72 kg.
Danzica 1994: argento nell'Open.
Birmingham 1995: argento nei +72 kg.
Oviedo 1998: bronzo nei +72 kg.
Varsavia 2000: bronzo nei +72 kg.